# Timperley
Timperley – wieś w Anglii, w hrabstwie ceremonialnym Wielki Manchester, w dystrykcie metropolitalnym Trafford. Leży 11 km na południowy zachód od centrum miasta Manchester. W 2001 miejscowość liczyła 11 049 mieszkańców.